# 江夏勝
江夏 勝（こうか まさる、1968年11月28日 - ）は、神奈川県横浜市出身の元アーティスト、元実業家、元俳優。
身長177cm。血液型はA型。3人妹弟の長男。

## 来歴

### 学歴
横浜市立東汲沢小学校、横浜市立戸塚中学校、川崎市立工業高等学校（現川崎市立川崎総合科学高等学校）電気科卒業。

### 職歴
- 1987年 新田電気株式会社に入社。
- 1991年 リード企業株式会社に入社。
- 1995年 リード企業株式会社代表取締役に就任。
- 2007年 同社代表取締役を退任。

## エピソード
- 姓は「こうか」と読むが、元プロ野球選手の江夏豊が有名であるが故に、『エナツさん』と呼ばれる事が多い。
- 1989年5月、20歳の時に『NHKのど自慢』に出場。『よせばいいのに/敏いとうとハッピー&ブルー』を熱唱したが、鐘ひとつの成績に終わった。
- 1990年に散弾銃の所持許可免許を取得するも、金銭面で銃の購入が困難だったために所持は断念。現在、免許は失効している。
- Dual Dreamの小島健二に『揚子江/山本譲二』を披露した際、歌が上手いと誉められ、ボイトレの講師を薦められた事がある。
- 2010年07月、変形性関節症と診断される。同月、下肢機能障害として身体障害者認定を受けた。
- 代表取締役退任後、バイトや派遣で生計を立てていた。2010年12月、神奈川県内の企業に正社員として採用され活躍している。

## 出演

### ラジオ
- 堀川ひとみの禁断のmy room　（かわさきFM）　（2008年)
- ハッピハッピー。のお騒がせミュージックチャンネル（インターネットラジオ） コーナーパーソナリティ レギュラー出演（2006年7月 - 2007年9月）

### 映画
- ハゲタカ　(2009年)
- 新・鯨道侠魂2 （2008年）
- プライド （2008年）
- ある日、 （2008年）
- 青い鳥 （2008年）
- インモラル -凍える死体- （2008年）
- ヤクザ大辞典 （2008年）
- 愛しのOYAJI 激突編 （2007年）
- トンパチ （2007年）

### テレビ
- モンスターペアレント （フジテレビ 2008年）
- 株式会社モリゴ制作・カンヌ国際テレビ祭「ドッキリ映像」 （2007年）
- はみだし刑事情熱系　（テレビ朝日　2004年）
- 代表取締役刑事　(テレビ朝日)
- あぶない刑事　(日本テレビ)

### CM
- キリンビバレッジ・午後の紅茶　「入社式」編　（2008年）
- 森永乳業・ビヒダスヨーグルト　「衝撃の事実」編　（2008年）

### CD
- ZERO（螺旋） 〜Special thanks〜
- イチゴ狩りの夜（HEAR） 〜Special thanks〜

### Produce
- 昭島市産業まつり ［運営サポート］ (2009年)
- KAWASAKI Halloween 2009 ［演出サポート］ (2009年)
- Dual Dream ライブ in Vorpal Bunny (2009年)
- 2008秋エルカジまつり ［演出・運営サポート］ (2008年)
- Dual Dream ミニライブ『森のお店屋さん』 (2006年)
- 2006春エルカジまつり ［演出・運営サポート］ (2006年)

### 舞台
- 月面半魚人/宇宙食堂　〜Sponsor〜　(2007年)